# Pachyolpium machadoi
Espèce
Synonymes
- Olpiolum machadoi Heurtault, 1982

Pachyolpium machadoi est une espèce de pseudoscorpions de la famille des Olpiidae.

## Distribution
Cette espèce est endémique du Venezuela. Elle se rencontre vers Caracas.

## Description
Le mâle holotype mesure 2,225 mm et la femelle paratype 2,900 mm

## Systématique et taxinomie
Cette espèce a été décrite sous le protonyme Olpiolum machadoi par Heurtault en 1982. Elle est placée dans le genre Pachyolpium par Muchmore en 1993.

## Étymologie
Cette espèce est nommée en l'honneur de Carlos Eduardo Marchado-Allison.

## Publication originale
- Heurtault, 1982 : Le développement postembryonnaire chez deux espèces nouvelles de Pseudoscorpions Olpiinae du Venezuela. Revue de Nordest Biologie, vol. 3, p. 57-85 (texte intégral).